# Ağlasun (district)
Ağlasun is een Turks district in de provincie Burdur en telt 9.500 inwoners (2007). Het district heeft een oppervlakte van 310,1 km². Hoofdplaats is Ağlasun. Daarnaast zijn er twee gemeentes, Çanaklı en Yeşilbaşköy, en 7 dorpen, Aşağıyumrutaş, Çamlıdere, Dereköy, Hisarköy, Kibrit, Yazır en Yumrutaş.
De bevolkingsontwikkeling van het district is weergegeven in onderstaande tabel.
| 1997   | 2000   | 2007  |
| ------ | ------ | ----- |
| 12.684 | 11.393 | 9.500 |